# بیمارستان نوری

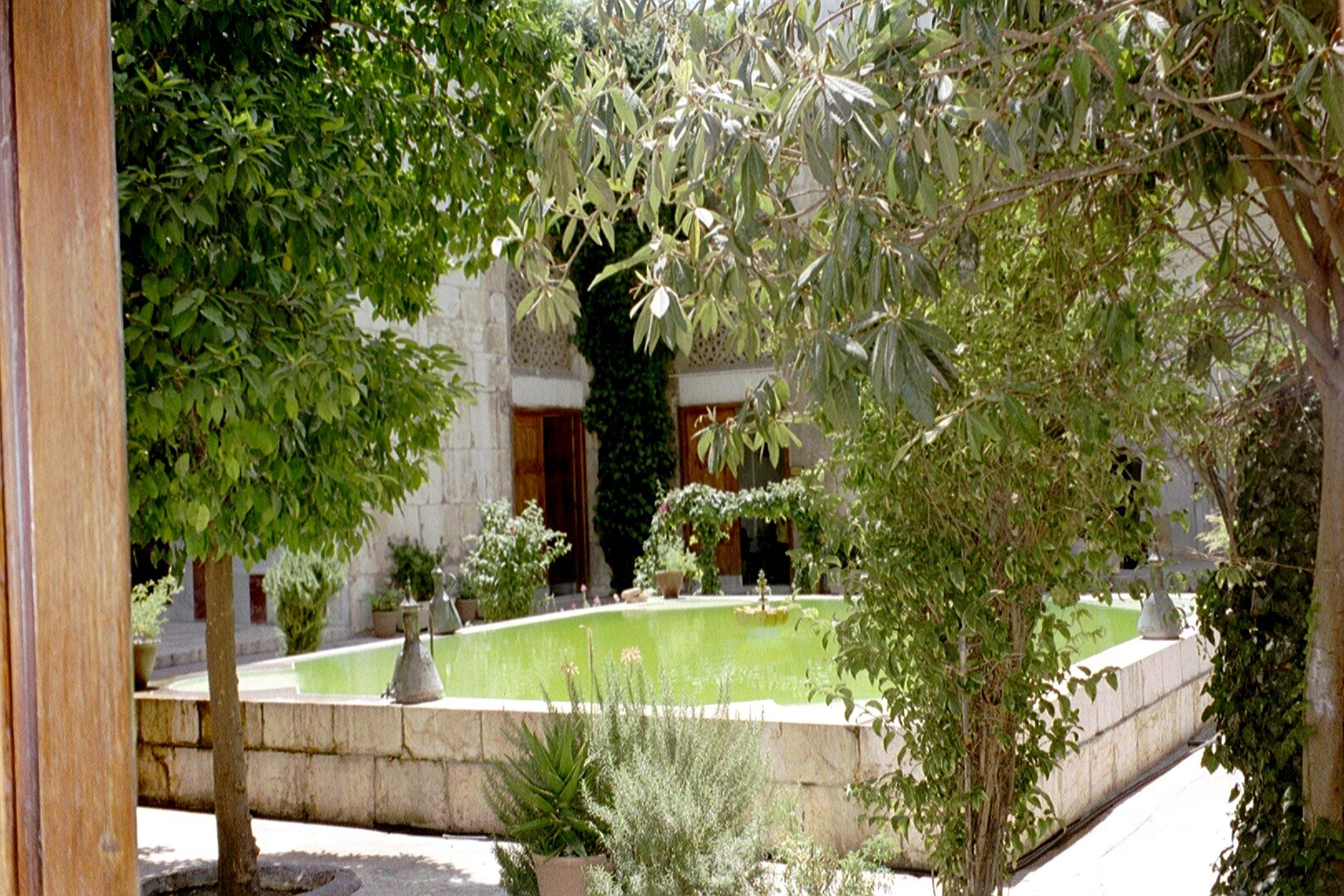

بیمارستان نوری (عربی: البيمارستان النوري) در وسط شهر دمشق سوریه در الحریقه واقع شده‌است. این بیمارستان را شاه عادل نورالدین زنکی برای درمان بیماران ناتوان و فقیر بنا نمود، ولی در طول زمان این بیمارستان تبدیل به یکی از مشهورترین بیمارستان‌ها و مدارس آموزش علم طب و داروشناسی در کشورهای اسلامی گردید به طوری که در این بیمارستان، بسیاری از بزرگان علم طب هم درس دادند و هم درس فراگرفتند، مانند ابن سینا و الزهراوی.

## موقعیت جغرافیایی
این بیمارستان در قلب و وسط شهر دمشق در الحریقه، جنوب غربی مسجد اموی و شرق بازار الحمیدیه قرار دارد.

## تاریخچه
بیمارستان نوری یکی از مهم‌ترین بناهای تاریخی در شهر دمشق و یکی از سه بیمارستان مشهوری است که در این شهر بنا شده است. اولین بیمارستان که قبل از النوری ساخته شده‌ و در قدیم به نام بیمارستان الدقاقی بود که بعداً به نام بیمارستان عتیق خوانده شد، دومین بیمارستان ساخته شده در دمشق بیمارستان نورالدین (النوری) می‌باشد و سومین بیمارستان که در منطقه الصالحیه ساخته شده‌است که به نام بیمارستان القیمری نامیده می‌شود.
بیمارستان نوری را شاه عادل نورالدین محمود الزنکی در سال ۵۴۳ هجری قمری برابر با ۱۱۵۴ میلادی بنا نمود و شرط کرد که آن را وقف رسیدگی به بیماران ناتوان و فقیر نماید، شاه نورالدین تعداد بسیار زیادی کتاب‌های طبی و پزشکی را به این بیمارستان نیز اهدا نمود. این بیمارستان گنجایش ۱۳۰۰ تخت را داشت و پزشکان و اطباء زیادی به صورت هیئت‌های علمی از همه نقاط دنیا برای کار و آموزش به این بیمارستان می‌آمدند. با اینکه بیمارستان برای فقرا وقف شده بود ولی از ورود اغنیا ممانعت نمی‌شد، هر نوع دارویی که ممکن بود در جای دیگری بوفور یافت نشود در این بیمارستان وجود داشت، خوردن شراب در این بیمارستان ممنوع نبود و هرکس وارد می‌شد می‌توانست شراب بنوشد هرکسی که بود فرقی نداشت مسلمان و غیرمسلمان، هنگامی که شاه نورالدین برای سرکشی به بیمارستان وارد شد برای او شراب آوردند و وی نوشید و گفت که این حلال است بر من و بر همه مسلمانان مانند من.
بعضی از منابع تاریخی در رابطه با ساختن این بیمارستان روایتی را نقل می‌کنند که می‌گوید: یکی از پادشاهان اروپا را شاه نورالدین به اسارت گرفت، در مجلس مشورتی اعیان با شاه نورالدین به این اتفاق نظر رسیدند که همه اسیران و خود پادشاه اروپایی را در مقابل پرداخت فدیه برای ساختن یک بیمارستان برای عرضه دوا و درمان آزاد نمایند. علاوه بر درمان بیماری‌ها این بیمارستان یک وظیفه مهم دیگر نیز داشت که عبارت از آموزش و تعلیم دانشجویان علاقه‌مند به علم پزشکی بود. در این بیمارستان تعدادی از مشهورترین پزشکان عرب و… به کار پرداختند منجمله می‌توان از ابن سینا و الزهراوی نام برد. در این بیمارستان به بیماران دارو و غذا و لباس مجانی تا علاج و درمان کامل و ترخیص از بیمارستان داده می‌شد.
از این بیمارستان ابن جبیر در قرن دوم بازدید بعمل آورده‌است و نقل می‌کند که دکترها و پزشکان صبح زود در این بیمارستان شروع به کار می‌کنند، این اطباء بیماران را ویزیت و رسیدگی کرده و برایشان دارو و غذای متناسب با درمان و بیماریشان تجویز می‌کنند. در این بیمارستان به بیماران روانی نیز رسیدگی می‌گردد و تحت دارو و درمان مناسب قرار می‌گیرند.
این بیمارستان در طول تاریخ طولانی خودش دچار تحولات و تغییرات مختلفی شده‌است:
- طبیب بدرالدین ابن قاضی بعلبک (وی رئیس اطباء و جراحهای این بیمارستان بوده‌است) در سال ۶۳۷ هجری قمری برابر با ۱۲۳۹ میلادی اقدام به بزرگ کردن و گسترش بیمارستان نمود و به آن یک راهروی بزرگ با پنج اتاق اضافه نمود.
- در سال ۷۹۵ هجری قمری صاحب شمس الدین البهنسی اقدام به بازسازی یکی از سالن‌های این بیمارستان نمود.
- در سال ۸۰۳ هجری قمری در حمله تیمور لنگ مورد تعرض و نابودی قرار گرفت، بعد از بیرون رفتن تیمور لنگ مجدداً و با سختی و فشار زیاد اقدام به پذیرش بیماران نمود.
- حوالی سال ۸۵۰ هجری قمری الشیخ یوسف الباعونی اقدام به اصلاح و رسیدگی به این بیمارستان نمود و در آن یک مکان بزرگی ساخت که به اسم خودش نامیده می‌شود، وی اقدام به خرید اماکن اطراف بیمارستان نمود و ضمیمه این بیمارستان نمود.
- در دوره عثمانی زیر نظر «شوریزه حسن» کسی که مسجد الیاغوشیه و خان المرادیه را در دمشق بنا نمود و در آن‌ها شعائرش را بجا آورد، اقدام به رسیدگی و عمران اوقاف (اماکن وقفی) این بیمارستان نمود که شامل رسیدگی و بازسازی بود ولی چیزی به بیمارستان اضافه نکرد.
- بعضی از کتاب‌های تاریخی به این اشاره دارد که در دوران حکومت پادشاهی در این کشور در ایام شاهان ظاهر رکن‌الدین بیبرس بندقداری، منصور قلاوون و ناصرالدین محمد بن قلاوون بعضی از اجزای این بیمارستان مورد مرمت و بازسازی قرارگرفته‌است. این بیمارستان تا اوائل قرن ۱۴ به رسیدگی به بیماران و دوا و درمان بیماران مشغول بود، نقش این بیمارستان بعد از ساخته شدن بیمارستان‌های جدید در عصر حاضر و رفتن و ترک پزشکان پایان یافت.
- در سال ۱۳۱۸ هجری قمری و در عهد سلطان عبدالحمید این محل را تبدیل به مدرسه‌ای برای دختران نمود.
- در سال ۱۳۵۸ این مدرسه تبدیل به مدرسه تجاری گردید.
- در سال ۱۳۹۶ هجری قمری تبدیل به یک موزه برای طب و علوم دیگر به عنوان یک سمبل نزد عرب گردید.

## معماری
ورودی و داخل بیمارستان خیلی بیشتر از بیرون بیمارستان سرشار از هنر معماری است، درب این بیمارستان یک درب دو لنگه از چوب می‌باشد که با مس پوشانده و با میخهای مسی با اشکال مختلف هندسی تزیین شده‌است.
در بالای درب ورودی گچ کاری زیبایی به چشم می‌خورد که از نه قسمت ورقه‌ای شکل کنده‌کاری شده‌است، این نوع آرایش و تزیین هنر جدیدی در سوریه بوده‌است که توسط سلسله سلجوقیان به سوریه آورده شده‌است، کما اینکه کنده‌کاری ورودی بیمارستان که شامل هفت قوس و نیم دایره می‌باشد نیز هنر جدیدی در سوریه بوده‌است، همین قوس‌ها و نیم دایره‌ها از داخل همراه با انحناهایی تکرار شده‌است بطوریکه وقتی از بالا به آن نگاه می‌کنی به‌شکل یک درخت نخل مشاهده می‌شود.
هر اتاقی یک درب مربع داشت که طول ضلع آن ۵ متر بود و درگاه نامیده می‌شد، هر اتاق دارای دو ایوان کوچک شمالی و جنوبی بود که با قوس‌ها و دایره‌هایی که رنگ‌آمیزی و پوشیده شده بودند، علاوه بر این دارای کنده‌کاری‌های گچی بودند که مشابه همان رنگ‌آمیزی دروازه و درب ورودی بیمارستان بوده‌است.
درب قسمت جنوبی به یک حیاط روباز باز می‌شود که شبه مربع ۲۰*۱۵ متر می‌باشد، در وسط این حیاط یک برکه و حوض مستطیلی به ابعاد ۸٫۵* ۷ متر قراردارد، دور این حیاط نیز ۴ ایوان قرار گرفته‌است، در طرفین هر ایوان دو اتاق قرار دارد، کل این اثر تاریخی مربوط به یک عهد و عصر نیست در دو مقاطع مختلف درست شده‌اند. بر روی دیواره‌های درگاه نوارهای نوشته شده‌ای وجود دارد که اشاره به کارهای تعمیراتی و اصلاحی که در زمان حکومت پادشاهی روی این بیمارستان انجام شده‌است دارد. این درگاه به وسیله یک گنبد بلند که از بیرون و داخل به صورت کنده‌کاری شده‌است مسقف شده‌است، این گنبد و گنبد مقبره شاه نورالدین که در نزدیکی بیمارستان قرار دارد نمونه‌های منحصر به فرد در ساختمان‌سازی و معماری سوریه می‌باشد.

### ایوان‌ها
درگاه بروی سینه ایوان غربی باز می‌شود، این ایوان به وسیله یک گنبد مخروطی شکل پوشیده شده‌است که به صورت طاق ضربی به سمت حیاط گشوده می‌شود، در ایوان نقش‌نگارهای زیادی به همراه دو درب در طرفین که هر کدام برای یک سالن مستطیلی می‌باشد وجود دارد هرکدام از این دربها به درب دیگری منتهی می‌گردد که رو به حیاط باز می‌شود، در بالای هر درب کنده‌کاری‌های گچی به شکل گیاهان مختلف به چشم می‌خورد، ایوان شمالی نیز مانند ایوان غربی می‌باشد.
اما ایوان جنوبی با پوشش مرمری‌اش و همین‌طور محراب مرمری و مسطح و نقش و نگاری شده که در بالای آن یک طاق مرمری رنگی که توسط دو ستون فشرده و محکم که در آن دو تاج قرار دارد نگه داشته شده‌است در آن وجود دارد از دیگر ایوان‌ها متمایز می‌باشد. محراب این ایوان توسط موزاییک‌های مرمری فرش شده‌است. پوشش مرمری این ایوان به شکل و رنگ گل زنبق است که بیانگر و انعکاس دوران شاه نورالدین می‌باشد. ایوان شرقی این بیمارستان بزرگترین ایوان با ابعاد ۸*۷٫۵ می‌باشد که در زمان قدیم مخصوص نشستن پزشکان و برگزاری نشست‌های علمی بوده‌است، این ایوان نیز دارای درب و اتاق در طرفین خودش می‌باشد که از طرف دیگر به حیاط بازمی‌گردد. بیمارستان نوری یکی از مهم‌ترین آثار تاریخی در دمشق به حساب می‌آید که در آن هم بیمارستان وجود داشته‌است و هم مدرسه و دانشگاهی برای تدریس و تعلیم علم پزشکی بوده‌است.

## توصیه‌نامه
در وصیت و توصیه‌نامه برای مسئول بیمارستان آمده‌است:
«همه اموال در این بیمارستان برای موارد زیر مصرف می‌گردد، نخست برای خدمتکاران و کارگران و کارمندان برای اینکه بیشترین خدمت و رسیدگی را برای عاجز و ناتوان و ضعیف انجام بدهد، بایستی به آنها تأکید شود که با روی خوش با بیماران برخورد کنند بدون بیان و گفتن یک کلمه رکیک و زشت، برای اینکه بیشترین تلاش را برای رسیدگی به ناتوانان انجام بدهند» همین روش و اسلوب در بیمارستان از روز اول تأسیس آن بکار گرفته شده بود.»

## اولین پزشک‌های بیمارستان
از اولین پزشک‌هایی که در این بیمارستان مشغول به کار شدند می‌توان از پزشک محمد بن عبدالله المظفر الباهلی که در سال ۵۷۰ هجری قمری درگذشت نام برد، او مستمر به بیماران سرکشی می‌کرد و جویای احوال و سلامت آن‌ها بود، او مسئول خدمتکاران به بیمارستان و ناظرین بر بیمارستان بود و برای هرکدام متناسب با کارشان برنامه مشخص می‌کرد و می‌نوشت، وی وقتی از اینکارها در بیمارستان فارغ می‌شد به قلعه و مرکز فرمانروایی پادشاه می‌رفت و به مریضهای پادشاه رسیدگی می‌کرد و وقتی که از این کار فارغ می‌شد به بیمارستان برگشته در ایوان بزرگ می‌نشست و به دیگر پزشکان درس طبابت و داروشناسی می‌داد، دانش‌پژوهان درس را می‌خواندند و اگر سؤالی در زمینه طب داشتند می‌پرسیدند، وی با آن‌ها سه ساعت را بدین منوال می‌گذارند و سپس به خانه‌اش برمی‌گشت.
هنگامی او را ابن جبیر در سال ۵۸۰ هجری دیده‌است و با او ملاقات کرده گفته‌است: «همراه او تعدادی نفر بود که یک لیست و برگه که اسامی بیماران و دوا و غذا و… مورد نیاز بیماران در آن نوشته شده بود دستشان بود، تمامی اطباء صبح زود برای رسیدگی به بیماران در بیمارستان حاضر می‌شدند و اقدام به رسیدگی و دادن دستورهایی که برای بهبودی بیماران بود به آن‌ها می‌کردند.»